# Чорна металургія Бахрейну
Чорна металургія Бахрейну — галузь обробної промисловості Бахрейну. Основу галузі становить виплавка сталі у електропечах з металобрухту і заліза безпосереднього одержання та виробництво металопрокату, а також виробництво котунів. Річна виплавка сталі становить 700 тис. т (у 2019 році). За обсягами виплавки сталі Бахрейн посідає 7 місце серед країн Близького Сходу (2019). В Бахрейні розташовані заводи з виробництва котунів (12 млн т на рік, з довізної руди), продукція яких йде переважно на експорт. У 2012 році став до ладу перший в країні металургійний завод повного циклу. Металургійні підприємства країни розташовані у місті Хідд.

## Історія
Початок залізної доби на території Бахрейну відноситься приблизно до середини I тис. до н. е., коли тут існувала цивілізація Дільмун — одна з найрозвиненіших цивілізацій у Аравійській затоці.

## Сировинна база
Залізні руди довозяться у Бахрейн. В країні видобувається природний газ, що дозволило створити в ній металургійний завод повного циклу з викоританням технології безпосереднього одержання заліза.

## Сучасний стан
В Бахрейні працюють 2 лінії з виробництва котунів загальною потужністю 12 млн т на рік. Для їх виробництва використовується довізна залізна руда з Бразилії. В країні також є завод з повним металургійним циклом виробництва й ще кілька прокатних заводів. Вони розташовані у місті Хідд.
| Вид продукції                      | 2010 | 2013 | 2014 | 2015 | 2017 | 2018 | 2019 |
| ---------------------------------- | ---- | ---- | ---- | ---- | ---- | ---- | ---- |
| Сталь                              |      |      |      |      |      | 720  | 700  |
| Залізо безпосереднього відновлення | -    | 780  | 1440 | 1230 | 1260 | 1600 | 1450 |

|         | 2010 | 2011 | 2012 | 2013 | 2014 | 2015 | 2016 | 2017 | 2018 | 2019 |
| ------- | ---- | ---- | ---- | ---- | ---- | ---- | ---- | ---- | ---- | ---- |
| Експорт | 37   | 45   | 41   | 513  | 153  | 540  | 768  | 782  | 665  | 651  |
| Імпорт  | 176  | 197  | 176  | 99   | 94   | 160  | 417  | 590  | 493  | 442  |

## Компанії і підприємства чорної металургії

### Бахрейнська металургійна компанія
26°12′04.4″ пн. ш. 50°40′47.1″ сх. д. / 26.201222° пн. ш. 50.679750° сх. д.
Бахрейнська металургійна компанія (англ. Bahrain Steel) заснована у 1984 році. Сучасна назва — з 2010 року. Наразі (2022) повністтю належить групі «Фулат», заснованій у 2009 році. Компанії належать 2 потужних заводи з виробництва котунів. 1-й з них був заснований у 1984 році, а став до ладу у 1989 році. Від початку завод мав потужність 4 млн т на рік, у 2007 році його потужність збільшено до 5 млн т на рік. 2-й завод став до ладу 15 січня 2010 року. Він побудований японською компанією «Kobe Steel». Проектна потужнісь 2-го заводу становить 6 млн т з можливістю доведення її до 7 млн т. 77 % котунів, вироблених на цих заводах, постачається у країни Перської затоки, інші 23 % продаються за межами регіону. У 2011 році компанія досягла рекордного виробництва у 12 млн т котунів на рік. Залізна руда для виробництва котунів завозиться з Бразилії.
У 2009—2011 роках побудовано металургійний завод з повним металургійним циклом у складі установки для виробництва з котунів заліза безпосереднього одержання, сталеплпвильного цеху для переплавки цього заліза і прокатного стану.

### Юнайтед Стейнлес Стіл
26°12′09.9″ пн. ш. 50°40′38.4″ сх. д. / 26.202750° пн. ш. 50.677333° сх. д.
Компанія «Юнайтед Стейнлес Стіл» (англ. United Stainless Steel Company), або «USCO», володіє металургійним заводом у місті Хідді, що випускає холоднокатанний прокат з неіржавної сталі. Потужність заводу 90 тис. т прокату на рік. «USCO» була заснована у лютому 2005 року, а будівництво заводу було розпочато у квітні 2005 року. Об'єм інвестицій склав 200 млн доларів США за рахунок кількох інвесторів. Певний час завод простоював через непрості умови у світовій індустрії нержавіючої сталі.

## Виноски
1. 1 2 3   Steel Statistical Yearbook 2020 concise version (PDF). World Steel Association. 2020. Процитовано 23 червня 2022. (англ.)
2. ↑   About Us. History. www.sulb.com.bh. SULB. Процитовано 23 червня 2022. (англ.)
3. 1 2   Bahrain: Steel Industry Overview. MEsteel.com. Процитовано 23 червня 2022. (англ.)
4. ↑   Bahrain Steel achieves record production in 2021. www.zawya.com. Zawya. 22.01.2022. Процитовано 23 червня 2022. (англ.)
5. ↑   The Report: Bahrain 2016. Oxford Business Group. 2016. P.144. (англ.)